# Cine Ducal
El local on es trobava el Cine Ducal, al número 30 del carrer de Besalú de Barcelona, ocupava el mateix lloc on hi havia hagut, durant els anys anteriors a la Guerra Civil, l'Ateneu Obrer Martinenc. En acabant el conflicte, fou primer un local de la Falange i després un gimnàs de boxa.
Com a sala de projecció cinematogràfica, s'inaugurà el 22 de setembre de 1956 amb una sessió doble de Teodora, imperatrice di Bisanzio i de Tempi nostri. Comptà amb un total de 700 localitats a l'amfiteatre, tot i que més endavant les va veure reduïdes a només 200 en la seva darrera època com a cinema per a adults.
Durant la major part de la seva història funcionà com a cinema de barri amb sessió doble de reestrena i tingué força acceptació entre els veïns del barri. Arribats als anys 80, amb la crisi generalitzada del sector, es reconvertí en sala X amb l'estrena el 16 de juliol de 1984 de El sexo ardiente. Tancà les portes de forma definitiva l'1 de desembre de 1985.